# Lhotka, Mělník
Lhotka là một làng thuộc huyện Mělník, vùng Středočeský, Cộng hòa Séc.